# The Crazies (film, 2010)
Pour les articles homonymes, voir Crazy et Les Détraqués.
Pour plus de détails, voir Fiche technique et Distribution.
The Crazies, ou Les Détraqués au Québec, est un film américain réalisé par Breck Eisner, sorti en 2010. Il s'agit d'un remake du film La Nuit des fous vivants, sorti en 1973 et réalisé par George A. Romero.

## Synopsis
Dans une petite ville de l'Iowa, une maladie inconnue se répand, elle provoque des accès de folie furieuse et de graves troubles neurologiques. Le shérif tente de protéger les quelques personnes qui semblent non-infectées par ce mystérieux virus, en attendant les renforts. Mais quand l'armée américaine arrive enfin, c'est pour mettre la ville en quarantaine, quitte à tuer ceux qui tentent de s'échapper du centre de rétention médical. Abandonnés de tous, le shérif, sa femme et son adjoint vont devoir s'en sortir seuls. Le petit groupe traqué par l'armée apprend finalement que le virus est une arme bactériologique appelée trixie, proche du virus de la rage, échappée de l'épave d'un avion militaire qui se serait écrasé dans le fleuve voisin.

## Fiche technique
- Titre original : The Crazies
- Titre québécois : Les Détraqués
- Scénario : Scott Kosar, Ray Wright
- Musique : Mark Isham
- Décors : Greg Berry
- Costumes : George L. Little (en)
- Photographie : Maxime Alexandre
- Montage : Billy Fox
- Budget : 20 millions $[1]
- Pays :  États-Unis
- Langue : anglais
- Durée : 101 minutes
- Dates de sortie :
  -  États-Unis : 23 février 2010 (première)
  -  États-Unis : 26 février 2010 (nationale)
  -  Belgique : 9 mai 2010
  -  France : 9 juin 2010
- Interdit aux moins de 12 ans avec avertissement

## Distribution
- Timothy Olyphant (VF : Mathieu Moreau ; VQ : Patrice Dubois[2].) : David Dutton
- Radha Mitchell (VF : Colette Sodoyez ; VQ : Camille Cyr-Desmarais) : Judy Dutton
- Joe Anderson (VQ : Philippe Martin) : Russell Clank
- Danielle Panabaker (VQ : Geneviève Déry) : Becca Darling
- Christie Lynn Smith : Deardra Farnum
- Brett Rickaby : Bill Farnum
- Preston Bailey : Nicholas
- John Aylward : Maire Hobbs
- Joe Reegan : Soldat Billy Babcock
- Glenn Morshower : Officier d'une agence gouvernementale
- Larry Cedar : Ben Sandborn
- Gregory Sporleder : Travis Quinn
- Mike Hickman : Rory Hamill
- Lisa K. Wyatt : Peggy Hamill
- Justin Welborn : Curt Hamill
- Chet Grissom : Kevin Miller
- Tahmus Rounds : Nathan
- Brett Wagner : Jesse
- Alex Van : Red
- Anthony Winters : Pasteur de la ville
- Frank Hoyt Taylor : Croque-mort Charles Finley
- Justin Miles : Scotty McGregor
- Marian Green : Madame McGregor
- Lexie Behr : Lizzie
- Ann Roth : Maman distraite
- Elizabeth Barrett : Femme solitaire